# CIMO-FM
CIMO-FM diffusant sous le nom de ÉNERGIE 106,1 est une station de radio commerciale privée québécoise du réseau ÉNERGIE, située et diffusée à Sherbrooke, au Québec, mais sa licence est pour Magog. Elle appartient à Bell Media.
La station de classe C diffuse sur la fréquence 106,1 MHz avec une puissance d'antenne de 1 600 watts via un émetteur unidirectionnel située sommet du Mont Orford ainsi qu'à Sherbrooke à la fréquence 106,9 MHz avec une puissance de 89 watts.
ÉNERGIE diffuse de la musique de format rock 80-90.

## Historique
Après avoir obtenu sa licence du CRTC en mars 1979, CIMO-FM est lancé le 8 septembre 1979 par Diffusion CIMO Inc. appartenant à Claude Boulard, animateur de jeux télévisés à Télé-Métropole.
En juin 1985, CJRS Radio-Média Inc. dont Claude Boulard détient 60 % des parts, fait l'acquisition de CJRS des mains de Radiodiffusion Mutuelle. Par contre en février 1987, toutes les actions de CJRS Radio-Média et de Diffusion CIMO Inc. sont vendues à Radiomutuel (1985) Ltee. Le format musical fut changé pour la musique de danse et la station, fut autorisée à partager sa programmation avec celle des stations Radiomutuel de Montréal et Québec, et intégra le réseau Radio Énergie le mois suivant. Plus tard en 1985, un ré-émetteur fut ajouté à la fréquence 106,9 MHz dans la ville de Sherbrooke avec une puissance de 22 watts.
En 1999, les studios ont déménagé sur la rue King à Sherbrooke. Le 22 décembre 2009, CIMO a été autorisé de d'augmenter la puissance de son antenne de Sherbrooke (CIMO-FM-1) à 89 watts.
Le 24 août 2009, CIMO et les stations du réseau Énergie diffusent sous le nom de NRJ, un groupe radio qui possède des stations dans plusieurs pays dans le monde, à la suite d'un accord conclu entre Astral Media et NRJ Group.
Le 16 mars 2012, Bell Canada (BCE) annonce son intention de faire l'acquisition d'Astral Media, incluant le réseau NRJ, pour 3,38 milliards de dollars. La transaction a été refusée par le CRTC. Bell Canada a alors déposé une nouvelle demande le 4 mars 2013, qui a été approuvée le 27 juin 2013.
En août 2015, NRJ revient à son nom original ÉNERGIE, changeant de format et de public cible.

### Slogan
- « Méchante radio » (août 2009 - décembre 2010)
- « La Radio des Hits » (À partir de janvier 2011)
- « Plus de classiques, plus de fun » (À partir du 12 août 2019)

### Identité visuelle (logo)

Ancien logo de NRJ Estrie 106,1 du 24 août 2009 au 22 août 2015.
Logo d'Énergie 106,1 depuis le 23 août 2015.

## Programmation
La programmation de ÉNERGIE 106,1 provient de Sherbrooke tous les jours de la semaine jusqu'à l'émission du retour à la maison. Le week-end, en journée est aussi en programmation locale.

## Animateurs d'ÉNERGIE Estrie
- David Brown (Le Boost!)
- Florence D'Amboise (Le Boost!)
- Patrice Henrichon (Vos classiques au travail, AM+PM)
- Nicolas Lefebvre (Les Weekends ÉNERGIE)

(révision: automne 2023)